# Volksblatt für Stadt und Land der baltischen Provinzen
Das Volksblatt für Stadt und Land der baltischen Provinzen war eine Wochenzeitung für die Ostseeprovinzen des Russischen Kaiserreichs, die in Mitau erschien. Das Volksblatt wurde gedruckt bei J. F. Steffenhagen und Sohn.
Das Erscheinen wurde u. a. 1863 in den Rigaschen Stadtblättern angekündigt. Es erschienen 52 Nummern in den Jahren 1864 bis 1865. Redakteur war Rudolf Schulz, Pastor in Mitau. Mitarbeiter waren unter anderem Adolf Allunan, Friedrich Bücker, Friedrich Rahden, Max Ring, E. F. Schönberg und Heinrich Uhse.

## Nachweise
1. ↑  Theodor Kallmeyer: Die evangelischen Kirchen und Prediger Kurlands. Bearbeitet, ergänzt und bis zur Gegenwart fortgesetzt von Gustav Otto. A. von Grothuß, Riga 1910, S. 652.
2. ↑  Rigasche Stadtblätter, 31. Oktober 1863, S. 403.
3. ↑  Herbert Jacob (Hrsg.): Grundriss zur Geschichte der Deutschen Dichtung, aus den Quellen von Karl Goedeke. 2. ganz neu bearb. Aufl., Band XV. Akademie Verlag, Berlin 2011, S. 44.